# Sandrine Mauron
Sandrine Mauron, née le 19 décembre 1996 à Yverdon-les-Bains en Suisse, est une footballeuse internationale suisse. Elle évolue actuellement au milieu de terrain avec le Sun de Tampa Bay.

## Biographie

### En club
Sandrine Mauron évolue d'abord au FC Grandson-Tuileries, puis au Team Vaud, en passant par le centre de formation de Huttwil, avant de rejoindre Yverdon Sport. Avec le club vaudois, elle remporte deux coupes de Suisse consécutives, en 2010 et 2011, et termine vice-championne en 2009. En 2014, elle signe au FC Zurich, où elle remporte quatre championnats et quatre coupes.
En 2019, elle rejoint le FFC Francfort en Bundesliga.
En 2022, pour avoir plus de temps de jeu et se rapprocher de sa famille, elle rentre en Suisse romande et signe au Servette FCCF, où elle redevient semi-professionnelle. Elle échoue à qualifier le Servette pour la phase de groupes de la Ligue des champions, perdant 3-0 contre le Paris FC. Lors du premier match de championnat, elle marque contre Yverdon, son club formateur. Face à un autre de ses anciens clubs, le FC Zurich, elle remporte la coupe de Suisse, mais perd la finale du championnat. En 2024, elle remporte la coupe de Suisse pour la deuxième fois consécutive face aux BSC Young Boys Frauen avant de prendre sa revanche face au FC Zurich en finale du championnat pour signer le premier doublé de l'histoire du Servette FC Chênois Féminin.

### En sélection

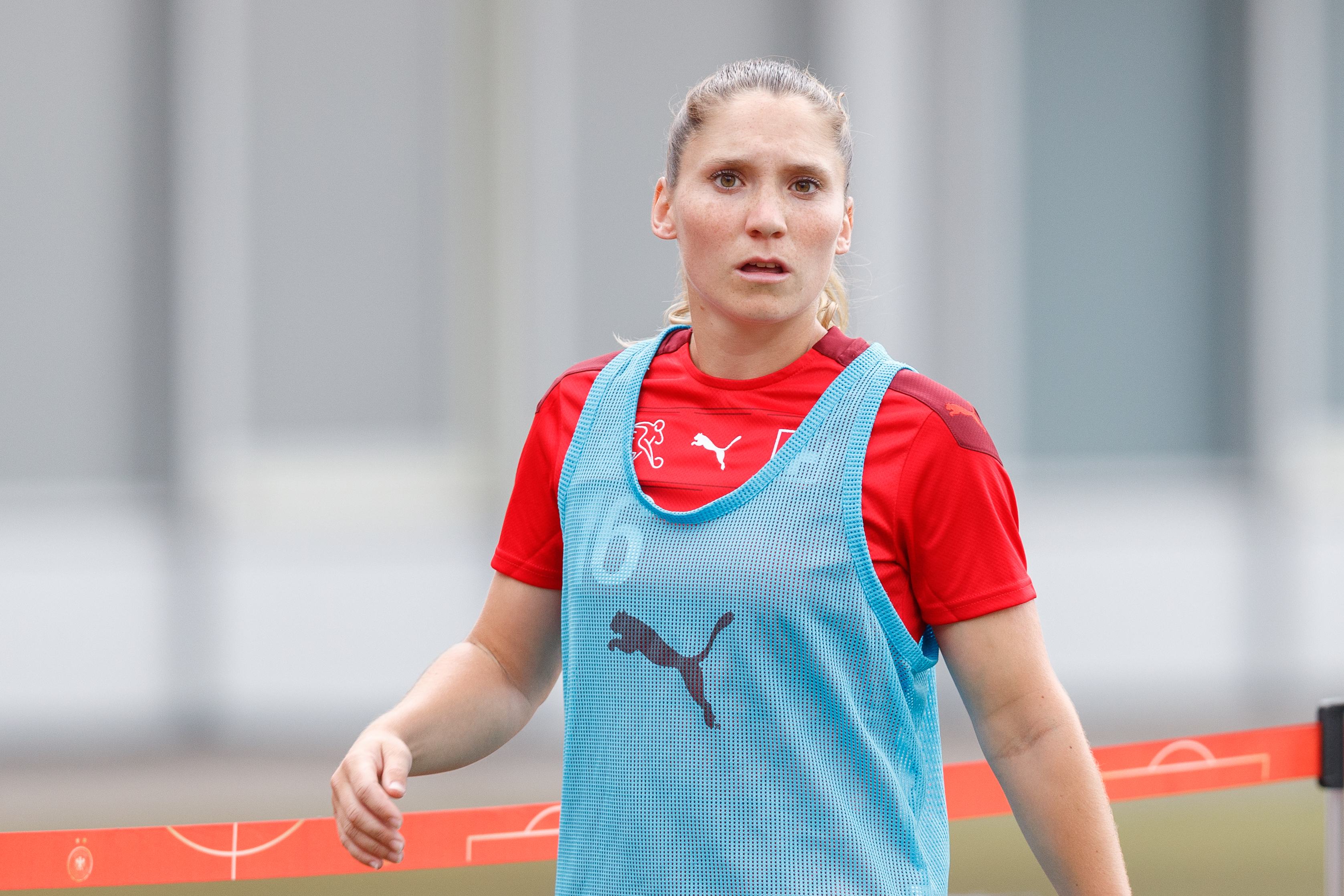
Sandrine Mauron avec la sélection suisse face à l'Allemagne le 24 juin 2022.

Avec la Nati, elle est sélectionnée à 20 ans pour l'Euro 2017.
Elle dispute l'Euro 2022 en Angleterre ainsi que la Coupe du monde 2023 en Australie et en Nouvelle-Zélande.

## Palmarès
Yverdon-Sport
- Coupe de Suisse (2) :
  - Vainqueure en 2010 et 2011

 FC Zurich
- Championnat de Suisse (4) :
  - Championne en 2015, 2016, 2018 et 2019
- Coupe de Suisse (4) :
  - Vainqueure en 2015, 2016, 2018 et 2019

 Servette FCCF
- Championnat de Suisse (1) :
  - Vainqueure en 2024

- Coupe de Suisse (2) :
  - Vainqueure en 2023 et 2024